# 经济学原理 (阿尔弗雷德·马歇尔)
经济学原理（英語：Principles of economics），是英国经济学家阿尔弗雷德·马歇尔的一部著作，1890年首次出版 。这本书曾长期作为英国各大学的经济学教科书，是马歇尔的代表作之一。在此书中，马歇尔不仅继承了英国古典政治经济学，还提出了一些新的理论学说，如均衡价格理论等。此书对后世影响极深，开创了新古典主义经济学派，被当时的经济学界认为是划时代的经济学著作。